# حديث الساعة
حديث الساعة هو برنامج تلفزيوني حواري على القناة التونسية الوطنية 1 أذاعه إلياس الغربي وقدم فيه هيثم المكي فقرة حول أخبار شبكات التواصل الاجتماعي.

## وقت العرض
يُبث من الإثنين إلى الجمعة مع 19:00 بتوقيت تونس.